# 야쿠프 흐로마다
야쿠프 흐로마다(슬로바키아어: Jakub Hromada, 1996년 5월 25일 ~ )는 슬로바키아의 축구 선수로, 현재 라피드 부쿠레슈티와 슬로바키아 국가대표팀에서 미드필더로 활약하고 있다.

## 구단 경력

### 세니차
2015년 8월 12일, 세니차는 삼프도리아의 흐로마다와 2년 임대 계약을 체결했다. 그는 2015년 8월 15일, 슬로반 브라티슬라바와의 경기에서 세니차의 슬로바키아 수페르리가 데뷔 전을 치렀다.

### 슬라비아 프라하
2017년 6월 20일, 흐로마다는 슬라비아 프라하로 이적했지만 , 6월 대부분 이적설이 나돌았다. 계약 당시 흐로마다는 폴란드에서 열린 2017년 UEFA U-21 축구 선수권 대회에 있을 것으로 예상되었지만, 무릎 부상으로 인해 시작 며칠 전에 기권해야 했다. 2018년 5월 9일, 그는 슬라비아 프라하가 야블로네츠와의 2017-18년 체코 컵 결승전에서 승리했다.

#### 라피드 부쿠레슈티로의 임대
2024년 2월 4일, 슬라비아는 영구 이적 옵션과 함께 시즌이 끝날 때까지 루마니아의 리가 I 클럽인 라피드 부쿠레슈티로 흐로마다를 임대했다. 그는 2024년 2월 24일, 1-3으로 패한 폴리테흐니카 이아시와의 원정 경기에서 프로 데뷔 전을 치렀다. 3주 후, 그는 1-1로 비긴 우니베르시타테아 크라이오바와의 경기에서 첫 골을 넣었다.

### 라피드 부쿠레슈티
2024년 6월 17일, 야쿠프 흐로마다는 슬라비아 프라하에 50만 유로를 지불하고 그와 영구 계약을 맺기로 결정한 후 3년 계약에 합류했다.

## 국가대표팀 경력
2021년 3월, 흐로마다는 키프로스, 몰타, 러시아와의 2022년 FIFA 월드컵 예선 3경기에 출전하기 위해 슈테판 타르코비치에 의해 슬로바키아 국가대표팀에 처음으로 차출되었다.
키프로스 (원정, 0:0)와 몰타 (홈, 2:2)와의 경기에서 두 번의 역전승으로 벤치를 지켰던 슈테판 타르코비치는 2021년 3월 30일, 러시아와의 중요한 예선 전에서 국가대표팀 데뷔 전을 치렀고, 이 경기에서 첫 세트를 성공시킨 후 슬로바키아의 예선 전 진출 가능성이 거의 줄어들 수도 있었다. 다소 놀랍게도, 흐로마다는 선발 출전한 11번째 경기에서 밀란 슈크리니아르의 헤딩골로 슬로바키아가 전반전에 앞서나가는 것을 보았다. 그는 전반전 추가 시간에서 리파트 제말레트디노에게 반칙을 얻어 경고를 받았다. 흐로마다는 파트리크 흐로쇼우스키와 60분간의 경기 후 교체되었다. 그의 부재 속에서 러시아는 마리우 피게이라 페르난지스와 동점을 만들었지만, 로베르트 마크는 곧 슬로바키아의 2:1 승리를 확정지었다. 데뷔 후, 흐로마다는 "현대 축구"의 전시, 수비 기대, 리바운드 수집, 공 수출 및 스피드로 찬사를 받았다.